# Scopula martharia
Scopula martharia är en fjärilsart som beskrevs av Walker 1866. Scopula martharia ingår i släktet Scopula och familjen mätare. Inga underarter finns listade.